# Emmanuel Levinas
Emmanuel Levinas (født 12. januar 1906 i Kovno, Litauen (dav. Russiske Kejserrige), død 25. december 1995 i Paris, Frankrig) var en fransk filosof og Talmud-tolker.
Levinas, der var af en jødisk familie, emigrerede allerede i 1923 til Frankrig, hvor han blev statsborger i 1930. Han studerede først i Strasbourg og fra 1928 i Freiburg, hvor han blev undervist af bl.a. Edmund Husserl og Martin Heidegger. Han blev i 1961 professor i Poitiers, men kom i 1967 til Sorbonne i Paris.
Han bidrog til fænomenologiens introduktion i Frankrig i forlængelse af sine lærere i Freiburg. Han kritiserede den traditionelle vestlige filosofis objektivering og anonymisering af subjektet og argumenterede for en det uafviselige eller uendelige ansvar for medmennesket, som han beskriver som "den Anden", hvor mødet med denne repræsenterer en særlig dimension, der ligger udenfor traditionel metafysik. Det ene af hans to hovedværker, 'Totalité et Infini', fra 1961 udkom på dansk (Totalitet og Uendelighed) i 1996 (det andet hovedværk regnes for at være 'Autrement qu'être ou au-delà de l'essence' (Anderledes end væren) fra 1974).
Selv har han været inspirationskilde for bl.a. Jacques Derrida, Maurice Blanchot og Zygmunt Bauman.

## Værker

### På dansk
- Etik og uendelighed. Samtaler med Philippe Nemo. (Oversat af Manni Crone.) 1995
- Totalitet og uendelighed. Et essay om exterioriteten. 1996. Gyldendal/Hans Reitzel.

### Sekundærliteratur på dansk
- Kemp, Peter (1992): Levinas. Forlaget Anis.
- Frandsen, Henrik Vase (2001): Emmanuel Lévinas og Kærlighedens Visdom. En religionsfilosofisk læsning.

### På fransk
- Théorie de l’intuition dans la phénoménologie de Husserl, 1930, (nouvelle édition Vrin, Paris, 2000).
- Totalité et infini, Essai sur l’extériorité, La Haye, M. Nijhoff, 1961
- De l'évasion, Montpellier, Fata Morgana, 1962
- En découvrant l'existence avec Husserl et Heidegger, Paris, J. Vrin, nouvelle édition aug. 1967, 3e édition 1974
- Quatre lectures talmudiques, Paris, Minuit, 1968, nouvelle édition in coll. « Critique », 1976
- Difficile liberté, Paris, Albin Michel, coll. « Présence du judaïsme », nouvelle édition aug. 1976, 3e édit. 1983, 4e édition 1995, 5e édition 2006
- Sur Maurice Blanchot, Fata Morgana, coll. « Essais », 1976, nouvelle édition 1995
- Noms propres, Montpellier, Fata Morgana, 1976
- Du sacré au saint : cinq nouvelles lectures talmudiques, Paris Minuit, coll. « Critique », 1977
- De l'existence à l'existant, Paris, J. Vrin, 1978, nouvelle édition, 1993
- Le Temps et l'Autre, Montpellier, Fata Morgana, 1980 - PUF, 2011
- L'Au-delà du verset : lectures et discours talmudiques, Paris, Minuit, coll. « Critique », 1982
- Éthique et Infini, (samtale mellem Emmanuel Levinas og Philippe Nemo), Paris, Fayard, coll. « L'Espace intérieur », 1982
- Difficile liberté, Paris, LGF, Le Livre de poche, coll. « Biblio-essais », 1984
- Transcendance et Intelligibilité, Genève, Labor et Fides, 1984, nouvelle édition 1996
- Noms propres, Paris, Le Livre de poche, coll. « Biblio essais », 1987
- À l'heure des nations, Paris, Minuit, coll. « Critique », 1988
- Autrement qu'être ou Au-delà de l'essence, Paris, LGF, Le Livre de poche, coll. « Biblio-essais », 1990
- De Dieu qui vient à l'idée, Paris, J.Vrin, 2e édit. revue et aug. 1992
- La Mort et le Temps, Paris, LGF, Le Livre de poche, coll. « Biblio-essais », 1992
- Dieu, la mort et le temps, Paris, Grasset, 1993
- Liberté et Commandement, Montpellier, Fata Morgana, coll. « Essais », 1994
- Altérité et transcendance, Montpellier, Fata Morgana, coll. « Essais », 1995
- Dieu, la mort et le temps, LGF, Le Livre de poche, coll. « Biblio-essais », 1995
- Nouvelles lectures talmudiques, Paris, Minuit, 1996
- Hors sujet, LGF, Le Livre de poche, coll. « Biblio-essais », 1997
- De l'évasion, Paris, LGF, Le Livre de poche, coll. « Biblio-essais », 1998
- L'Éthique comme philosophie première, Paris, Rivages, coll. « Rivages poche », 1998

## Eksterne referencer
- Komplet online bibliografi (fransk) Arkiveret 9. november 2013 hos  Wayback Machine
- Frandsen, Henrik Vase (2019). Undervisning, entusiasme, anklage: figurer for heteronomi hos Levinas. I C. B. Michaelsen, M. G. Henriksen, & R. Rosfort (red.), Selvforståelse og selvfremmedgørelse: eksistentiel hermeneutik : bind 2 (s. 81-102). Eksistensen Akademisk.